# Lescuraea glacialis
Lescuraea glacialis är en bladmossart som beskrevs av Johann Amann 1919. Lescuraea glacialis ingår i släktet bågmossor, och familjen Leskeaceae. Inga underarter finns listade i Catalogue of Life.